# 食塩水

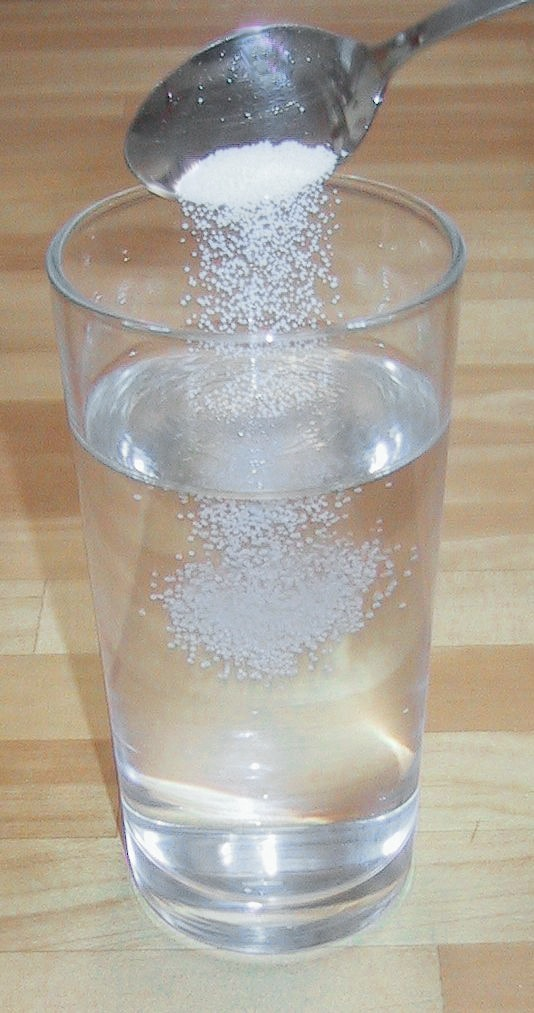
食塩(NaCl)を水に溶かして食塩水（塩化ナトリウム水溶液）を作る。食塩が溶質、水が溶媒である。

食塩水（しょくえんすい、英: saline water）または塩化ナトリウム水溶液（えんかナトリウムすいようえき、英: sodium chloride aqueous solution）は水に食塩（塩化ナトリウム）を溶かした溶液のこと。塩水（えんすい、しおみず）と呼ばれることもある。生理食塩水（せいりしょくえんすい）として適当な濃度にして生物を生かすために用いるほか、調理や比重差を利用した選別などにも用いられる。化学実験においては、反応溶液から酸や塩を除去するために用いられる。
塩化ナトリウム(NaCl)は我々の周辺の水におけるもっとも主要な溶質である。海水に溶けている成分でもっとも量が多く、我々が海水から受ける負担の大部分はこの成分に基づく。他方で生物は海で生まれたとされるように、塩化ナトリウムは生物体内においても常に一定濃度を保っている。また、体外の水域とのその濃度の違いは、浸透圧調節においてもっとも影響が大きい成分でもある。そのため、食塩の水溶液は、生活においては食品の処理、海水の代用、医学的には浸透圧調節、その他様々な用途に用いられる。

## 利用法

### 生理食塩水
生物体と浸透圧が同じになるように調節された食塩水は、生理食塩水と言われる。生物によってその値は異なるので、対象とする生物にあわせたものを利用しなければならない。
日常では、医療的な処理をする際に使う。特に、傷口や粘膜などを洗うような用途には生理食塩水を使う。

### 味付け
スパゲティなど、パスタ類をゆでる場合、濃いめの塩水を使う。これは、これらが塩味を含んでいないので、ゆでる際に味付けをするためである。他方うどんやそうめんは真水でゆで、元々含まれる塩分を流し出す。
野菜を茹でる際などにも食塩水を使う。これには、沸点上昇によってより高い温度で加熱できる効果があるなどの説があるが間違いであり、薄く塩味をつけることが実質的な目的である。水の沸点上昇は1リットルの水に対して1モルの溶質あたり約0.515 K と小さいため、概算で1リットルの水に対して大さじ4杯の食塩を加えるごとに沸点が約1度ずつ上がる計算になり「高い温度」が期待できるほど食塩を加えたら、ほとんどの料理は塩辛くなりすぎる。したがって、通常料理に使う食塩濃度では、沸点上昇による調理への影響はないと考えて良い。

## 調理
- カキなどは水洗いでなく食塩水で洗う。
- 野菜を湯通しする際の湯には塩をひとつまみ入れる。
- 潮干狩りで捕ってきたアサリなどは海水に近い濃度の塩水に一晩つけ、砂を吐かせる。これは簡易的な海水の代用としての用途である。